# Giswil

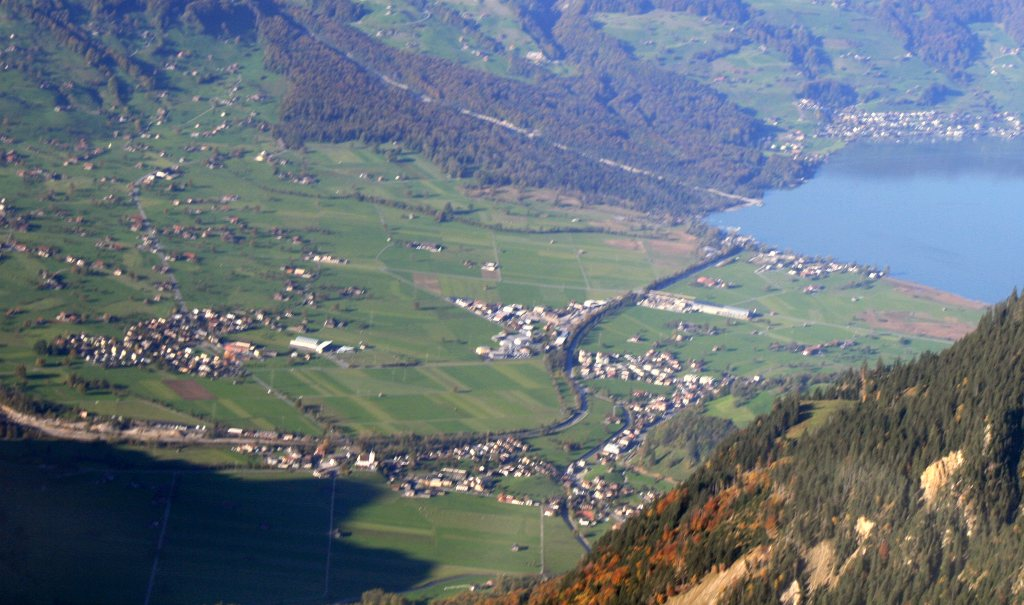
Luftaufnahme: links Grossteil, rechts Rudenz, dahinter Diechtersmatt und der Sarnersee

Giswil ist eine politische Gemeinde des Kantons Obwalden in der Schweiz.

Giswil, historisches Luftbild von 1919, aufgenommen aus 1600 Metern Höhe von Walter Mittelholzer

## Geographie
Die Ortschaft Giswil liegt im Süden der vom Sarnersee dominierten Talfläche des Kantons Obwalden auf einer Höhe von 484 m ü. M. sowie vor allem westlich des Tals gelegenen Berggebieten. Der tiefste Punkt ist der Sarnersee auf 469 m ü. M., der höchste Punkt liegt auf 2348 m ü. M. auf dem Gipfel des Brienzer Rothorns. Dort findet sich ein Dreikantonseck zu den Kantonen Bern und Luzern ().
Das nordwestliche Berggebiet besteht aus einer instabilen Gesteinsschichtung (Flysch) aus Kalksandstein, Ton und Gips und wird vorwiegend forstwirtschaftlich genutzt. Die Berggebiete im Südwesten und im Osten bestehen aus stabilem felsigem Kalkstein und werden land- und forstwirtschaftlich genutzt. Die Bergfussregion im Westen besteht aus fluviatilen Geröllablagerungen und wird landwirtschaftlich, als Siedlungsfläche und durch Kiesabbau genutzt, und der Talboden besteht aus grösstenteils trockengelegten Feuchtgebieten und wird als Siedlungs-, Gewerbe- und Landwirtschaftsgebiet genutzt.
Die Gesamtfläche der Gemeinde beträgt 8597 ha, davon sind 4541 ha (52,8 %) bestockte Flächen (mit Wald und Buschwerk), 3195 ha (37,2 %) Nutzflächen (wie Wiesen, Äcker, Alpen), 158 ha (1,8 %) Siedlungsflächen und der Rest (703 ha 8,2 %) unproduktiv (Gewässer, Gebirge vegetationslos).
Mit einer Fläche von knapp 86 km² ist Giswil gleich gross wie die Stadt Zürich. Im Grössenvergleich der etwa 2750 Schweizer Gemeinden liegt Giswil auf Platz 68.
Die Bebauung in der Gemeinde Giswil erstreckt sich über eine grosse Fläche, in weiten Teilen hat der Ort daher den Charakter einer Streusiedlung. Giswil hat keine verwaltungstechnisch oder politisch abgegrenzte Unterteilung, setzt sich jedoch aus den Siedlungsbereichen Grossteil, Kleinteil, Rudenz und Diechtersmatt zusammen, die somit als Ortsteile bezeichnet werden können. Die mittlerweile geschlossene Besiedlung um Diechtersmatt ist mit dem südlicher gelegenen älteren Ortsteil Rudenz zusammengewachsen. Dieser Bereich, in dem auch der Bahnhof liegt, bildet mittlerweile eine Art Dorfkern. Das südlich angrenzende Aaried entstand durch die Trockenlegung des «Rudenzersees» im 19. Jahrhundert und wird vorwiegend als Weideland benutzt. Der Ortsteil Kleinteil liegt mehr als zwei Kilometer südwestlich des Dorfs zwischen den Bächen Altibach und Laui am Nordostfuss des Giswilerstocks. Näher am Dorf liegt die Hauptsiedlung Schribersmatt des Ortsteils Grossteil mit den Schul- und Sportanlagen. Zahlreiche Gehöfte und Alpwirtschaften, die sich über eine Fläche von mehreren Quadratkilometern ausbreiten, gehören zum Ortsteil Grossteil zwischen Laui und Steinibach.

### Gewässer
Das Wasser vom Lungerersee wird nach einer Druckleitung mit 190 Meter Gefälle im Kraftwerk Unteraa (vormals Kraftwerk Lungerersee) zur Stromproduktion genutzt. Die Turbinen und Generatoren des Kraftwerks stehen in der unterirdischen Kavernenzentrale Unteraa, die auf dem Gebiet der Gemeinde Giswil liegt. Von dort fliesst das Wasser als Sarner Aa (in diesem Abschnitt auch einfach Aa, Aawasser oder Giswiler Aa genannt) in einem kanalisierten Bachbett, bis es sich mit der Laui und der Kleinen Melchaa zum Dreiwässerkanal vereinigt. Dieser mündet nach etwa 2 km in den Sarnersee. Die Gemeinde Giswil hat einen kleinen Anteil am Sarnersee und zwar im Bereich westlich der Mündung des Dreiwässerkanals.

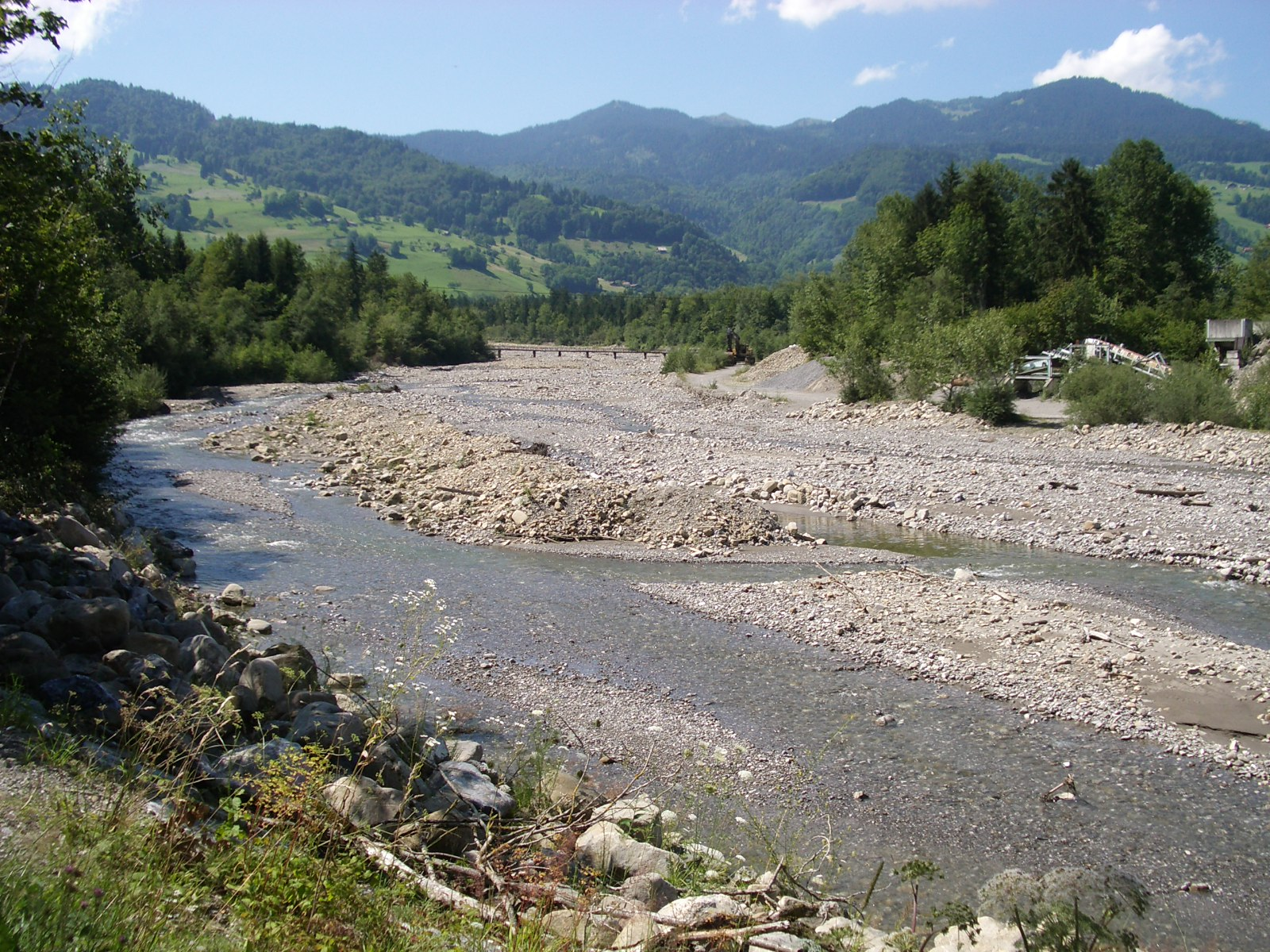
Laui

Die Gemeinde wird von der Laui geprägt. Diese hat der Gemeinde schon oft Unheil gebracht. So schwemmte sie 1629 die alte Pfarrkirche fort und zwang die Giswiler zur Aufgabe eines ganzen Dorfteils. Diese Katastrophe fiel in die Epoche der Hexenverfolgungen. Jemand musste für dieses Hochwasser und die Zerstörung der Kirche die Schuld tragen. Der Pfarrherr erkannte die Schuldigen in seiner Pfarrei, und so kam es in Giswil zur grössten Hexenjagd der Geschichte der Schweiz. Dreiundsechzig Personen, neben den «Hexen» sieben Männer und fünf Kinder (vier Knaben und ein Mädchen), wurden gefoltert, zum Tode durch das Schwert verurteilt, hingerichtet, gevierteilt und verbrannt. Nach der Überlieferung geschah die Exekution an der Stelle, an der heute die Alte Kirche steht, die auf den Fundamenten des Turmes der zerstörten Kirche errichtet wurde.
Bei schweren Gewittern und langanhaltenden Niederschlägen in ihrer instabilen Quellregion kann die Laui auch heute noch eine Gefahr darstellen. Mit hohen Dämmen und anderen Massnahmen wurde die Gefährlichkeit des Baches vermindert. In seinem Bachbett wird ein Kieswerk betrieben.
Die Kleine Melchaa verlässt östlich des Ortsteils Diechtersmatt die zuletzt enge Schlucht des Kleinen Melchtals und fliesst dann mitten durch den Ortsteil. Zwischen 1936 und 1984 führten Unwetterereignisse in dem Kleinen Melchtal insgesamt fünfmal zu Überschwemmungen im Siedlungsgebiet von Diechtersmatt. Auch beim Alpenhochwasser 2005 war die Kleine Melchaa zu einem reissenden Strom geworden, und in weiten Teilen des Siedlungsgebietes entstanden grosse Schäden. Daher wurde 2011 zur Verbesserung des Hochwasserschutzes das Wasserbauprojekt Kleine Melchaa gestartet. Die Bauarbeiten mit Kosten von rund 16 Millionen Franken enthalten den Bau des Geschiebesammlers Gorgen und eine Verlegung des Gerinnes ab dem Gebiet Gorgen in einer direkten Linienführung in den Sarnersee. Der Geschiebesammler Gorgen hat eine rund 12 Meter hohe und über 100 lange Mauer mit Platz für 70'000 m³ Geschiebe und wurde zwischen 2011 und 2015 östlich des Ortsteils Diechtersmatt gebaut.

## Geschichte
Die früheste erhaltene Nennung von Giswil erfolgt in einer Urkunde von 840, und zwar als «Kisewilare», was «beim Gehöft des Giso/Kiso» bedeutet.

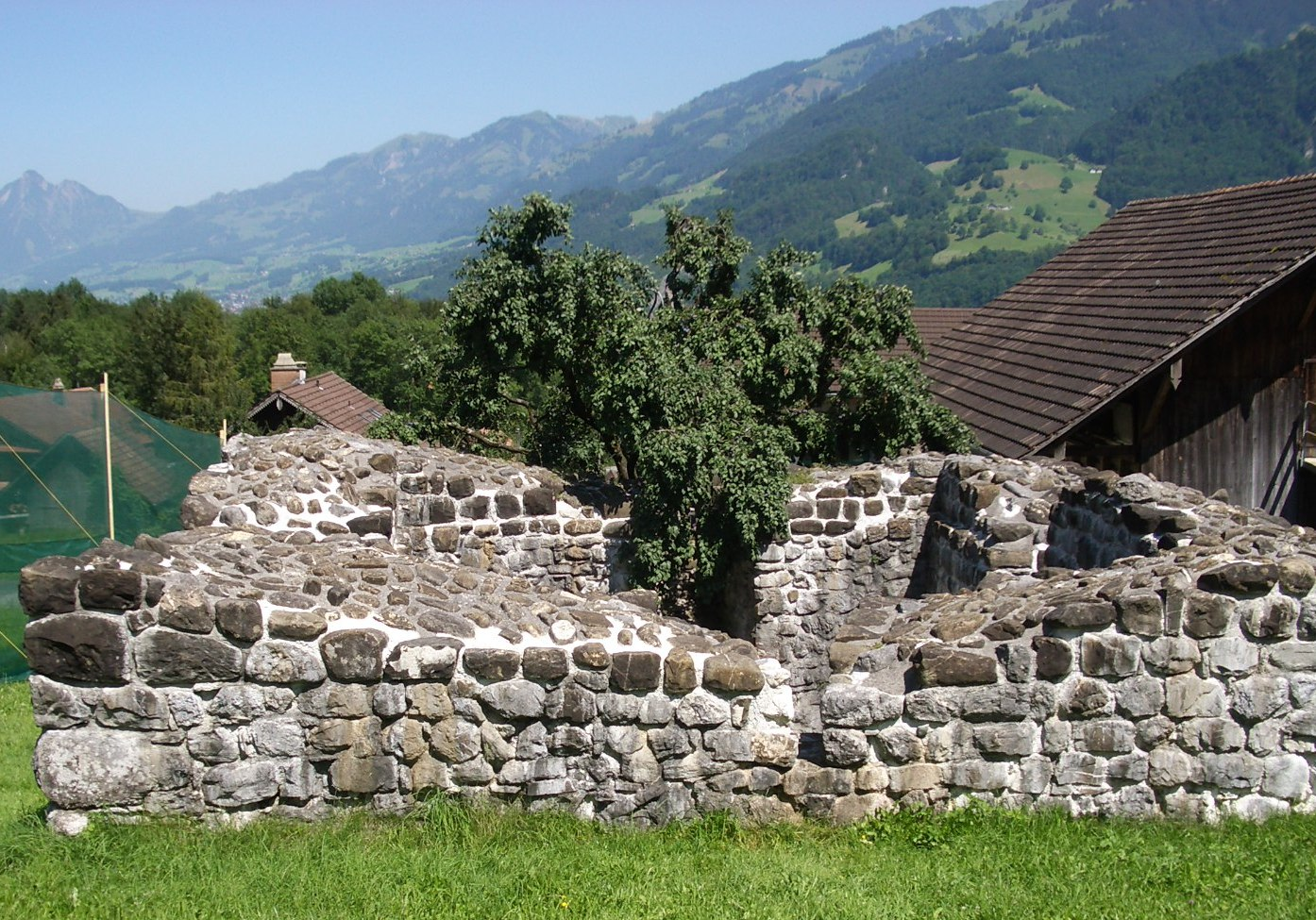
Turmruine Rosenberg, 13. Jh.

Giswil war ein Meierhof des Klosters Murbach im Elsass. Für das Tal Obwalden war es auch Sitz der klösterlichen Verwaltungsbeamten.
Im 13. Jahrhundert gelang es den Freiherren von Wolhusen, Meieramt und Vogtei zu vereinigen und diese der Kontrolle des Abtes weitgehend zu entziehen. Murbach verkaufte daher 1291 alle seine Territorien in der heutigen Schweiz an die Habsburger.
Als Zentrum der Gemeinde galt bis zum Untergang der Kirche von 1629 der Ortsteil Kleinteil. 1607 wurde zwar im Grossteil eine erste Kapelle gebaut, aber nur, weil der Weg zur Pfarrkirche im Kleinteil gefährlich war. Schon 1429 bestanden Ansätze einer Selbständigkeit von Gross- und Kleinteil. Urkunden erwähnen zwei Korporationen «teil rütihalb» und «teil kilchehalb».
Als letzte Talstation der Brünigstrasse erlebte Giswil in der zweiten Hälfte des 19. Jahrhunderts einen starken Aufschwung. Mit dem Bau der Brünigbahn (vollendet 1889) begann der wirtschaftliche Aufstieg. Auch die Trockenlegung des Aariedes, eines Sumpfgebietes, in welchem das Sumpffieber verbreitet wurde, trug dazu bei. Auch die Wasserkräfte des Lungerersees konnten verwertet werden. Dadurch ging die bis dahin übliche Auswanderung, die lange Zeit von der Gemeinde gar mit Reisegeld subventioniert wurde, deutlich zurück.
Während des Zweiten Weltkriegs war die Nachschubbasis Giswil ein wichtiger Logistikstandort des Reduits (Transport und Lagerung von Militärmaterial) auf der Durchgangsachse ins Berner Oberland. Die 8. Division der Schweizer Armee errichtete ab 1940 zusätzlich zur Brünigroute eine wintersichere Rochaderoute mit Militärseilbahnen von der Innerschweiz ins Berner Oberland. Zwei private Seilbahnen wurden von der Armee übernommen: Die 1927 gebaute Seilbahn Zimmerplatz (642 m ü. M.)⊙ nach Talwald⊙ (MSB52) und die Seilbahn vom Talalpeli⊙ bis Schälf/Iwi (MSB53) (1308 m ü. M.)⊙.
Von Schälf/Iwi bis zur Mörlialp wurde ein Pferdetransport eingerichtet. Von der Talstation Mörlialp (heute Berghaus Mörlialp)⊙ führte die vier Kilometer lange Militärseilbahn MSB50 über die Winkelstation in Glaubenbielen⊙ nach Habchegg (Mariental, Sörenberg)⊙. Von dort wurde die Strasse via Salwideli, Kemmeribodenbad nach Habchern (Habkern) benutzt. 1941 baute die Armee von Talwald bis zur Hohnegg (1227 m) eine Standseilbahn (MSB54)⊙.
Ab Herbst 1941 bauten polnische Internierte Verbindungsstrassen über die Höhen ins Entlebuch: Glaubenbielenstrasse, Weg zum Sattelpass, Höhenkarrweg Glaubenbielen–Sattelpass–Glaubenberg und den Kilchweg in Giswil.

## Bevölkerung

### Bevölkerungsentwicklung
Zwischen 1744 und 1799 stagnierte die Zahl der Bewohner. Dies wegen der geringen landwirtschaftlichen Flächen in der versumpften Ebene südlich des Sarnersees und Naturkatastrophen in Form von Überschwemmungen. Die Einwohnerzahl in der Gemeinde wuchs dann zwischen 1799 und 1850 stark an (1799–1850: +55,3 %). Grund hierfür war ein starker Geburtenüberschuss und die Trockenlegung versumpfter Gebiete. Zwischen 1850 und 1860 kam es zu einem kleinen Bevölkerungsrückgang, der jedoch in den 1860er-Jahren mehr als wettgemacht wurde. In den Jahren zwischen 1870 und 1888 erfolgte eine starke Auswanderungswelle in die industrialisierten Gebiete der Schweiz und nach Übersee (Brasilien und die Vereinigten Staaten). Diese stoppte dank des Anschlusses an die Brünigbahn 1888. Bis zum Beginn des Ersten Weltkriegs gab es dann eine Wachstumsphase (1888–1910: +22,5 %). Danach folgte ein Jahrzehnt mit Nullwachstum. In den nächsten achtzig Jahren des 20. Jahrhunderts wuchs die Bevölkerung, abgesehen von einer Periode der Stagnation in den 1950er-Jahren und einem Rückgang in den 1970er-Jahren (1970–1980: −6,0 %). Insgesamt stieg die Zahl der Bewohner von 1920 bis 2000 um 1'585 Personen oder 80,9 %. Seit der Jahrtausendwende wächst sie jedoch nur noch langsam.
Grund für den Anstieg waren die Verbesserung des Angebots des Öffentlichen Verkehrs und vor allem der Bau der A8. Die Gemeinde wurde wegen ihrer Nähe zum Obwaldner Hauptort Sarnen und zur Stadt Luzern auch für Pendler attraktiv.
| Jahr | Einwohner |
| ---- | --------- |
| 1744 | 1'040     |
| 1799 | 1'037     |
| 1850 | 1'610     |
| 1860 | 1'579     |

| Jahr | Einwohner |
| ---- | --------- |
| 1870 | 1'782     |
| 1880 | 1'786     |
| 1888 | 1'579     |
| 1900 | 1'711     |

| Jahr | Einwohner |
| ---- | --------- |
| 1910 | 1'934     |
| 1920 | 1'959     |
| 1930 | 2'382     |
| 1941 | 2'437     |

| Jahr | Einwohner |
| ---- | --------- |
| 1950 | 2'653     |
| 1960 | 2'656     |
| 1970 | 2'760     |
| 1980 | 2'595     |

| Jahr | Einwohner |
| ---- | --------- |
| 1990 | 3'085     |
| 2000 | 3'435     |
| 2010 | 3'613     |
| 2020 | 3'676     |

### Sprachen
Fast die gesamte Bevölkerung spricht Obwaldnerdeutsch, eine hochalemannische Mundart im Schweizerdeutschen. Bei der letzten Volkszählung im Jahr 2000 gaben 95,5 % Deutsch, 1,02 % Serbokroatisch und 0,82 % Portugiesisch als Hauptsprache an.

### Religionen – Konfessionen
Die Bevölkerung war früher vollumfänglich Mitglied der Römisch-Katholischen Kirche. Die Konfessionsverhältnisse im Jahr 2000 lassen trotz Durchmischung immer noch die ursprüngliche Struktur erkennen. 2'913 Personen waren katholisch (84,80 %). Daneben gab es 7,13 % protestantische und 0,87 % orthodoxe Christen, 1,57 % Muslime und 3,23 % Konfessionslose. 72 Personen (2,10 %) machten keine Angaben zu ihrem Glaubensbekenntnis. Bis vor wenigen Jahrzehnten war fast die gesamte Einwohnerschaft katholisch. Die Entkirchlichung und die starke Zuwanderung aus anderen Gemeinden und dem Ausland hat in Giswil zu einem raschen Anstieg anderer Bekenntnisgruppen geführt.

### Herkunft – Nationalität
Von den laut BFS Ende 2021 3796 Bewohnern waren 3366 (88,67 %) Schweizer Staatsangehörige. Die Zugewanderten stammen mehrheitlich aus Mitteleuropa (Deutschland und Polen), Südeuropa (Italien, Portugal und Spanien) und dem ehemaligen Jugoslawien (Kosovo und Serbien). Die grössten Zuwanderungsgruppen kommen aus Portugal (121 Personen), Deutschland (111 Personen), Kosovo (36 Personen), Italien (14 Personen) sowie Polen, Serbien und Spanien (jeweils 12 Personen). Bei der Volkszählung 2000 waren 2886 Personen (81,4 %) Schweizer Bürger; davon besassen 138 Personen eine doppelte Staatsbürgerschaft.
Von den 3662 Einwohnern Ende 2019 waren laut Angabe der Gemeinde 1157 (31,59 %) Gemeindebürger, 2085 (54,75 %) niedergelassene Schweizer und 420 (11,47 %) Ausländer.

### Altersstruktur
Die Gemeinde zählte im Jahr 2000 einen hohen Anteil an jüngeren Leuten. Während der Anteil der Personen unter zwanzig Jahren 30,42 % der Ortsbevölkerung ausmachte, waren 16,86 % Senioren (60 Jahre und älter).
Bei der letzten Volkszählung im Jahr 2000 ergab sich folgende Altersstruktur:
| Alter  | 0–6 Jahre | 7–15 Jahre | 16–19 Jahre | 20–29 Jahre | 30–44 Jahre | 45–59 Jahre | 60–79 Jahre | 80 Jahre und mehr |
| Anzahl | 314       | 539        | 192         | 372         | 884         | 555         | 457         | 122               |
| Anteil | 9,14 %    | 15,69 %    | 5,59 %      | 10,83 %     | 25,74 %     | 16,16 %     | 13,30 %     | 3,55 %            |

Die Gemeinde zählt heute einen hohen Anteil an Einwohnern im mittleren Alter. Während der Anteil der Personen unter zwanzig Jahren 20,69 % der Ortsbevölkerung ausmacht, sind 24,08 % Senioren (60 Jahre und älter). Die grösste Altersgruppe stellen die Personen zwischen 45 und 59 Jahren. Auf 100 Personen im arbeitsfähigen Alter (20–64 Jahre; 2282 Personen) entfallen 33 Junge (757 Personen) und 27 Menschen (619 Personen) im Pensionsalter.
Ende 2018 ergab sich folgende Altersstruktur:
| Alter                                                             | 0–6 Jahre | 7–15 Jahre | 16–19 Jahre | 20–29 Jahre | 30–44 Jahre | 45–59 Jahre | 60–79 Jahre | 80 Jahre und mehr |
| Anzahl                                                            | 252       | 360        | 145         | 442         | 680         | 898         | 705         | 176               |
| Anteil                                                            | 6,89 %    | 9,84 %     | 3,96 %      | 12,08 %     | 18,59 %     | 24,55 %     | 19,27 %     | 4,81 %            |
| Quelle: Bundesamt für Statistik, Bevölkerung nach Alter Ende 2018 |           |            |             |             |             |             |             |                   |

## Politik
Giswil wird von einem Gemeinderat mit 7 Mitgliedern geleitet. Gemeindepräsident ist seit Juli 2012 Beat von Wyl, zuvor hatte Bruno Enz das Amt inne. Eine Gemeindeversammlung findet zweimal im Jahr statt. Die Giswiler entsenden seit 2014 fünf Vertreter in den Obwaldner Kantonsrat, zuvor waren es wegen des damals höheren Bevölkerungsanteils sechs Vertreter.

## Wirtschaft

### Erwerbstätigkeit
Bis in das 20. Jahrhundert lebten die meisten Bewohner Giswils von der Viehzucht. Dazu kam milchverarbeitendes Gewerbe (Käserei) und ein wenig Holzwirtschaft. Heute gibt es zudem Betriebe in den Bereichen Baugewerbe, Elektromotorenbau, Kältetechnik und Messgeräte.
In Giswil gab es (2008) 1'326 Beschäftigte in 273 Betrieben. 23,6 % der Beschäftigten in Giswil arbeiteten im Bereich Landwirtschaft/Forstwirtschaft/Fischerei (Sektor 1; womit die Gemeinde den höchsten Anteil im ganzen Kanton aufweist), 31,2 % in Industrie und Gewerbe (Sektor 2) und 45,2 % in Dienstleistungsunternehmen (Sektor 3). Die Arbeitslosenquote betrug 2011 1,02 %.
Im Jahr 2000 gab es 1'077 Erwerbstätige in Giswil. Davon waren 789 (73,26 %) Einheimische und 288 Zupendelnde. Die Zupendelnden kamen vorwiegend aus der Region; nämlich aus Sarnen (25,0 %), Sachseln (24,3 %), Lungern (10,1 %), Kerns (8,0 %) und Alpnach (5,6 %). Im gleichen Jahr waren 1'721 Menschen aus Giswil erwerbstätig. Somit arbeiteten 932 Personen in anderen Gemeinden. In den Obwaldner Hauptort Sarnen pendelten 274 Personen (29,4 % aller Wegpendelnden), nach Sachseln 193 Personen (20,7 %), in die Stadt Luzern 109 Personen (11,7 %), nach Lungern 62 Personen (6,7 %), nach Alpnach 49 Personen (5,3 %), nach Kerns 35 Personen (3,8 %), nach Stans 32 Personen (3,4 %), nach Kriens 22 Personen (2,4 %) und nach Emmen 21 Personen (2,3 %).
Im Jahr 2017 waren von den 1338 Beschäftigten 767 männlich und 571 weiblich. Die Zahlen für die 3 Sektoren sehen wie folgt aus:
| | Betriebe                  | Betriebe                  | Beschäftigte              | Beschäftigte              | Vollzeitstellen | Vollzeitstellen |
| Anzahl | Anteil                    | Anzahl                    | Anteil                    | Anzahl                    | Anteil          |                 |
| --- | ------------------------- | ------------------------- | ------------------------- | ------------------------- | --------------- | --------------- |
| Betriebe 1. Sektor | 103                       | 30,38 %                   |                           |                           |                 |                 |
| Beschäftigte 1. Sektor | Beschäftigte 1. Sektor    | Beschäftigte 1. Sektor    | 290                       | 21,67 %                   |                 |                 |
| Vollzeitstellen 1. Sektor | Vollzeitstellen 1. Sektor | Vollzeitstellen 1. Sektor | Vollzeitstellen 1. Sektor | Vollzeitstellen 1. Sektor | 178             | 18,52 %         |
| Betriebe 2. Sektor | 72                        | 21,24 %                   |                           |                           |                 |                 |
| Beschäftigte 2. Sektor | Beschäftigte 2. Sektor    | Beschäftigte 2. Sektor    | 392                       | 29,30 %                   |                 |                 |
| Vollzeitstellen 2. Sektor | Vollzeitstellen 2. Sektor | Vollzeitstellen 2. Sektor | Vollzeitstellen 2. Sektor | Vollzeitstellen 2. Sektor | 341             | 35,48 %         |
| Betriebe 3. Sektor | 164                       | 48,38 %                   |                           |                           |                 |                 |
| Beschäftigte 3. Sektor | Beschäftigte 3. Sektor    | Beschäftigte 3. Sektor    | 656                       | 49,03 %                   |                 |                 |
| Vollzeitstellen 3. Sektor | Vollzeitstellen 3. Sektor | Vollzeitstellen 3. Sektor | Vollzeitstellen 3. Sektor | Vollzeitstellen 3. Sektor | 442             | 45,99 %         |
| Betriebe Total | 339                       | 100 %                     |                           |                           |                 |                 |
| Beschäftigte Total | Beschäftigte Total        | Beschäftigte Total        | 1338                      | 100 %                     |                 |                 |
| Vollzeitstellen Total | Vollzeitstellen Total     | Vollzeitstellen Total     | Vollzeitstellen Total     | Vollzeitstellen Total     | 961             | 100 %           |
| Quelle: Bundesamt für Statistik; Statistik der Unternehmensstruktur STATENT, Arbeitsstätten und Beschäftigte nach Gemeinde und Wirtschaftssektoren |                           |                           |                           |                           |                 |                 |

### Post

Poststelle 1948

Die ersten Spuren einer nichtrechnungspflichtigen Postablage in Giswil gehen auf das Jahr 1849 zurück. Nachdem sie 1866 in ein rechnungs- und geldanweisungspflichtiges Depot umgewandelt wurde, wird dieses 1871 als Postbüro klassifiziert (Geldanweisungen bis 200 Franken möglich). 1888 wird ein Vertrag mit der Jura-Bern-Luzern-Bahn über die Miete eines Postlokals im neuen Stationsgebäude der Bahn unterschrieben. 1901 wird das Postamt ins Haus des damaligen Posthalters Cherubin Steudler verlagert. Zur Zeit des Zweiten Weltkrieges dient Giswil auch als Kriegsinternierungs-Lagerpost für internierte Polen, Italiener und Russen.
Als Posthalter Steudler 1947 nach 45 Dienstjahren pensioniert wird und Julius Limacher das Postamt übernimmt, wird dieses in einen Neubau an der kleinen Melchaa verlegt. Die Poststelle Giswil wird bis in die 1990er Jahre von der Familie Limacher(-Lötscher) geführt. Infolge der starken Zunahme des Postverkehrs wird 1991 eine modernere und grössere Poststelle mit einer Filiale der Obwaldner Kantonalbank eröffnet. Sie liegt direkt neben dem Gebäude von 1948, in dem sich das Café Alte Post befindet.

### Verkehr

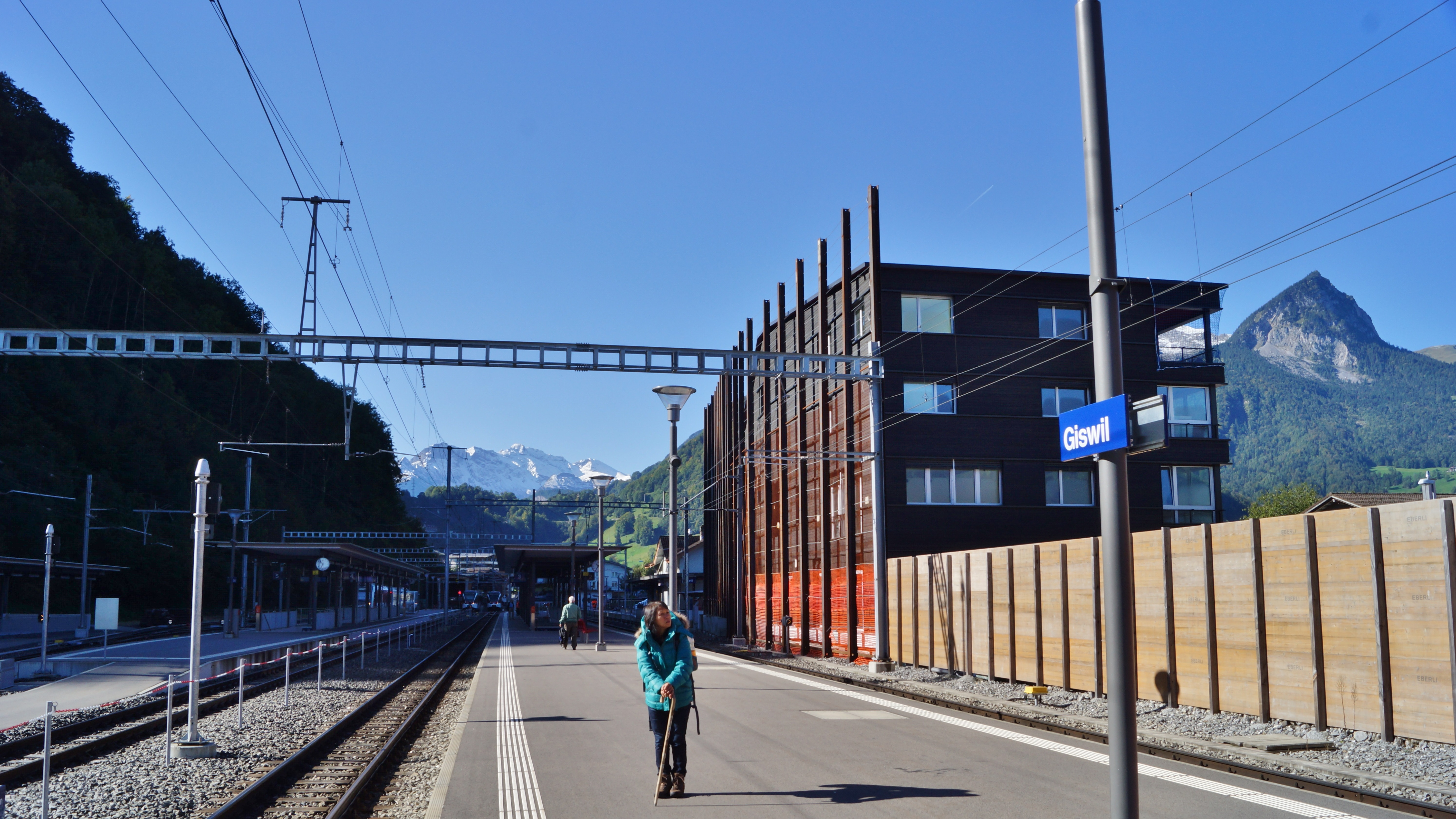
Bahnhof Giswil mit Blick zum Brünigpass.

Die Gemeinde liegt am Nordfuss des Brünigpasses. Sowohl die Brünigbahn bzw. die heutige Zentralbahn mit der S5 der S-Bahn Luzern wie auch eine Hauptstrasse, die bis Giswil als Autobahn/-strasse A8 geführt wird, queren das Dorf. Seit 2004 entlastet der Umfahrungstunnel Giswil den Ort vom starken Durchgangsverkehr. Die beiden Anschlüsse Giswil-Süd und Giswil-Nord ermöglichen trotzdem eine optimale Verkehrsanbindung.
Für die Brünigbahn beginnt unmittelbar südlich des Bahnhofs Giswil die zahnradunterstützte Strecke nach Kaiserstuhl OW und weiter nach Lungern und auf den Brünigpass.
Die Autostrasse über den Brünigpass nach Meiringen im Oberhasli (Kanton Bern) wurde in den Jahren 1861–1868 gebaut. Weiterhin führt die Panoramastrasse mit bis zu 12 % Steigung vorbei am Skigebiet Mörlialp über den 1611 m hohen Pass Glaubenbielen via Sörenberg ins Entlebuch nach Schüpfheim.

## Sehenswürdigkeiten
Die Landschaft ist geprägt vom Sarnersee und der Talebene, umringt von Bergen. Besonders hervorstechend ist der Giswilerstock. Im Gemeindegebiet von Giswil sind viele besondere Felsbrocken, sogenannte Namenssteine zu finden.
Der historische Wanderweg Giswil führt an den zahlreichen Kulturgütern vorbei.
Die Pfarrkirche St. Laurentius steht auf dem ehemaligen Burghügel der Burg Zwingel der Herren von Hunwil. Die Ruine der Burg lieferte einen Grossteil des Materials für den Neubau der Pfarrkirche, der 1635 eingeweiht wurde. Unmittelbar daneben liegt die Beinhauskapelle St. Michael, die in den Jahren 1657 bis 1661 erbaut und 2001 renoviert wurde.
Zwischen Brünigbahn und Brünigstrasse findet man die Burgruine Rudenz, den ehemaligen Sitz derer von Rudenz. Die Überreste der Turmruine Rosenberg stehen im Ortsteil Kleinteil zwischen der Kapelle und dem Hotel Alpenrösli.
Im Talboden von Giswil stehen zahlreiche mittelalterliche Holzbauten wie das Schrotenhaus in der Schrotenmatt. Durch dendrochronologische Untersuchungen wurde festgestellt, dass das Holz für dieses Haus im Herbst/Winter 1466/67 gefällt und anschliessend verbaut wurde. Damit ist dieses Haus vermutlich das älteste Haus Giswils oder sogar des ganzen Kantons Obwalden.
Die Schlegelsäge von 1877 im Ortsteil Kleinteil wurde 2002 wieder aufgebaut und ist damit wohl die einzige betriebsbereite Säge dieser Art in der Schweiz.

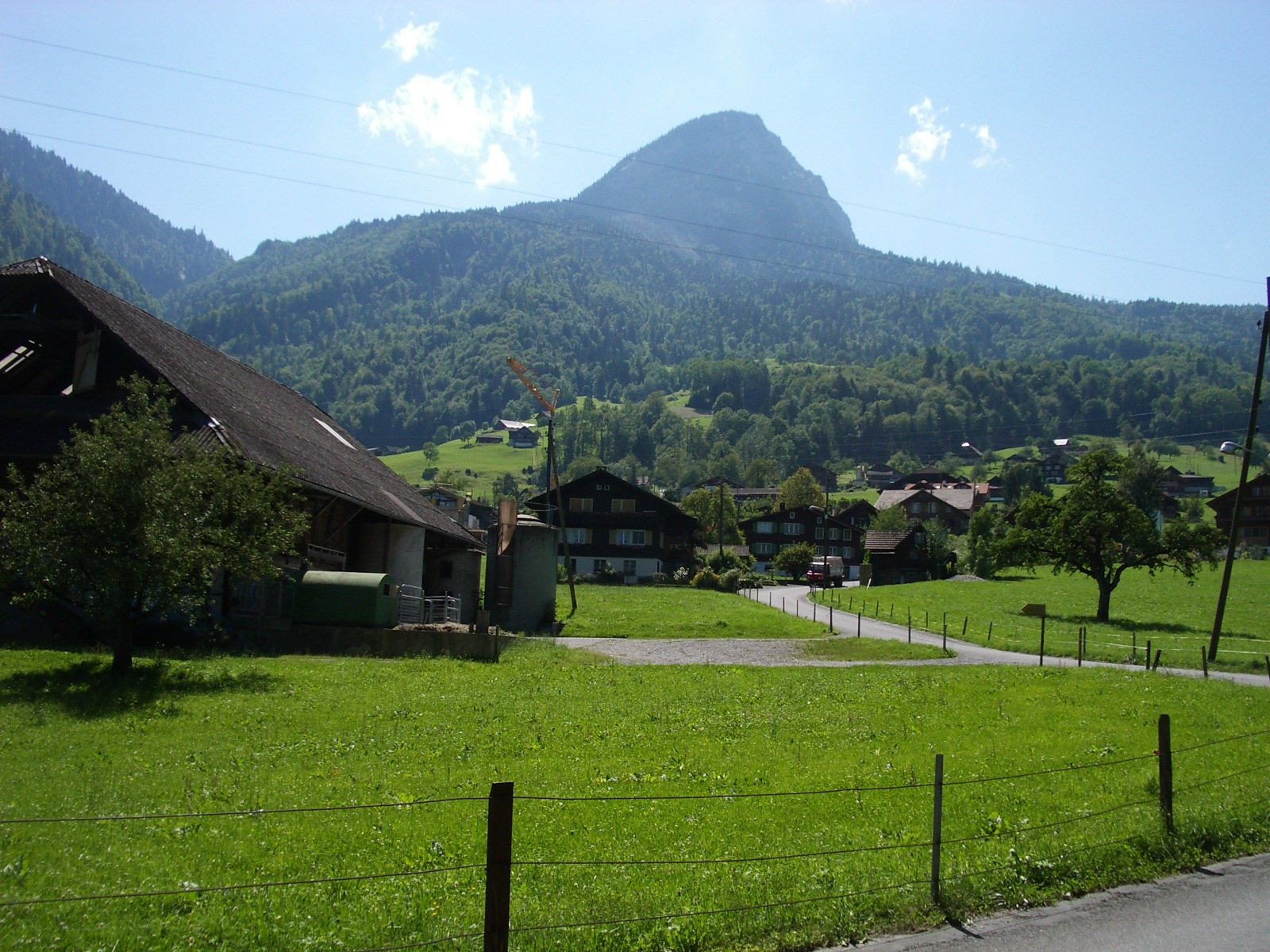
Kleinteil mit Giswilerstock
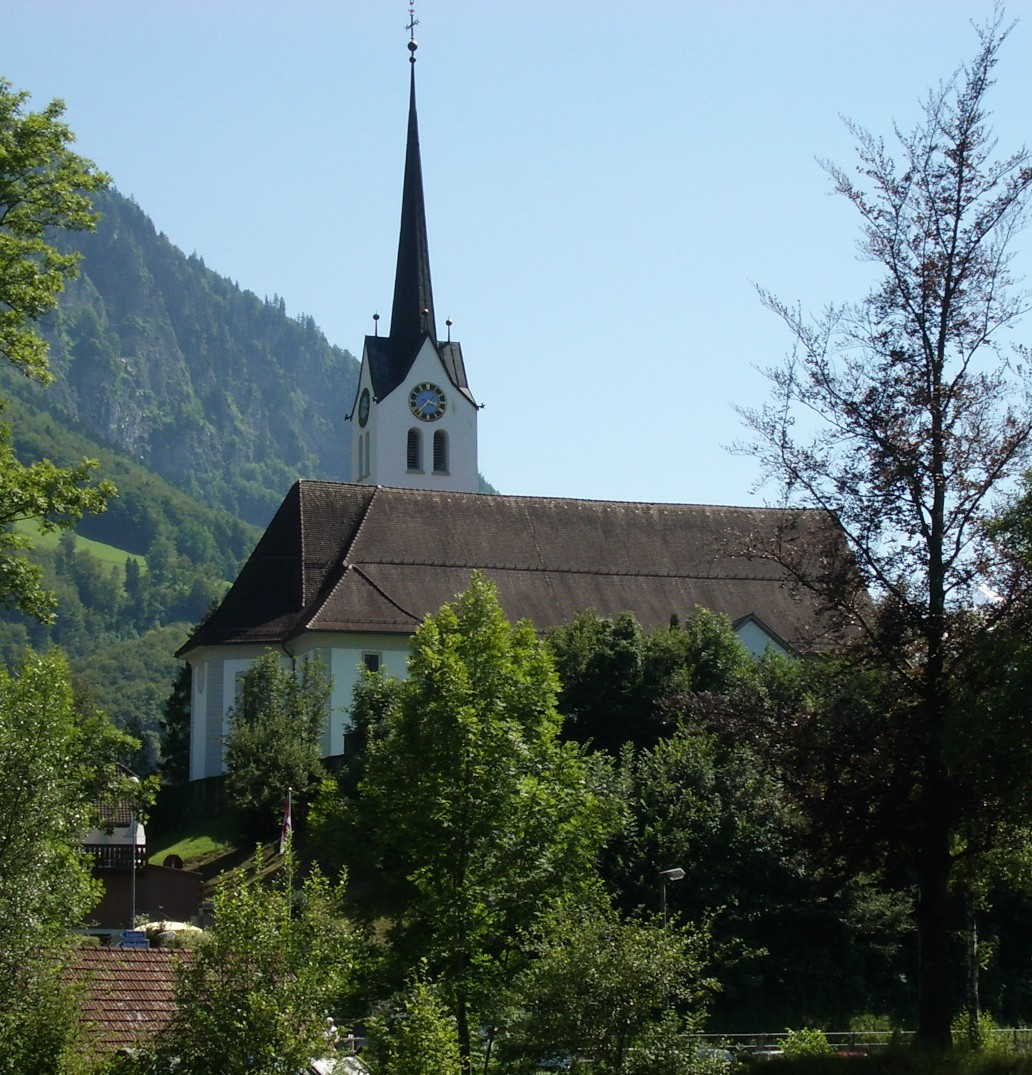
St.-Laurentius-Pfarrkirche
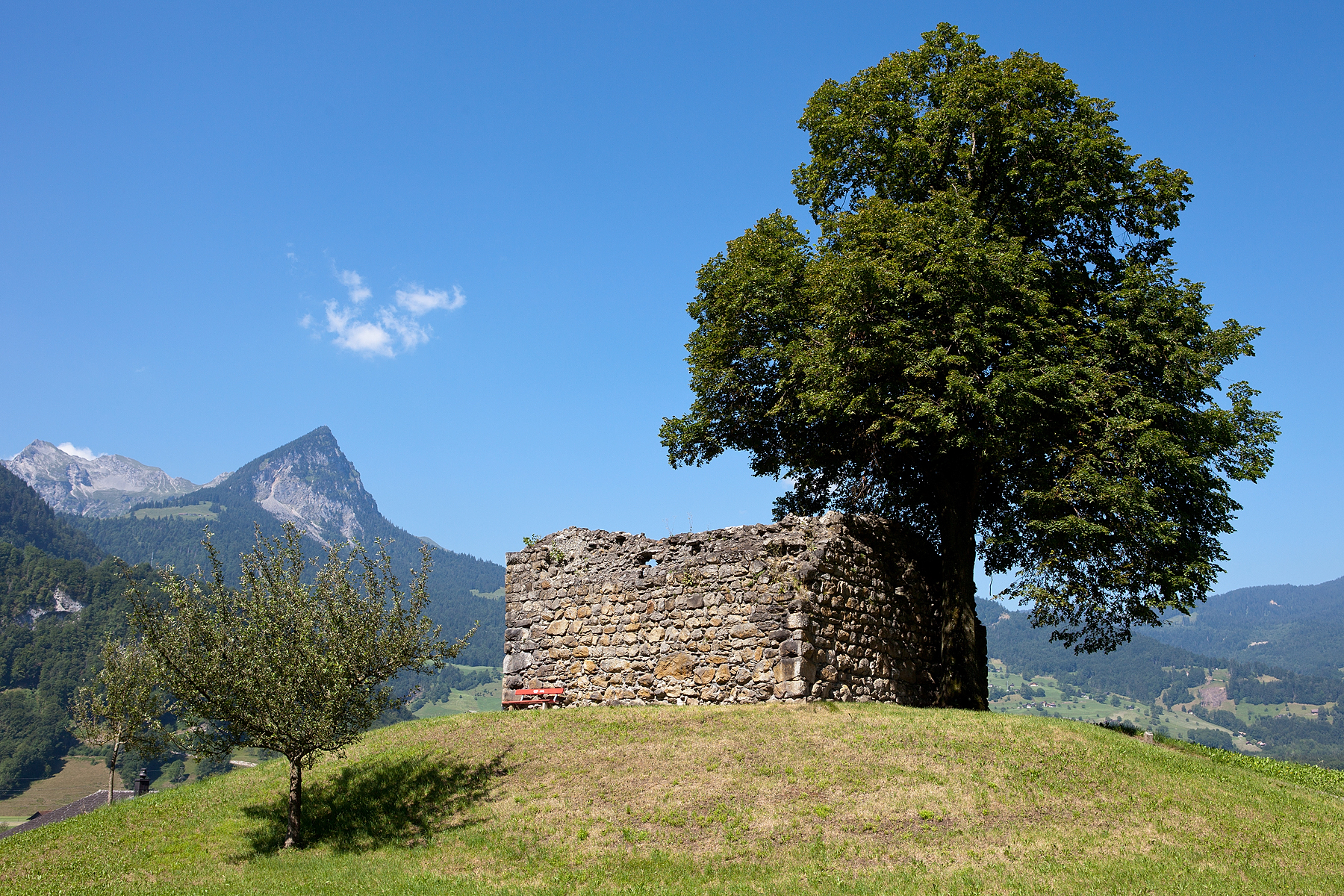
Burgruine Rudenz
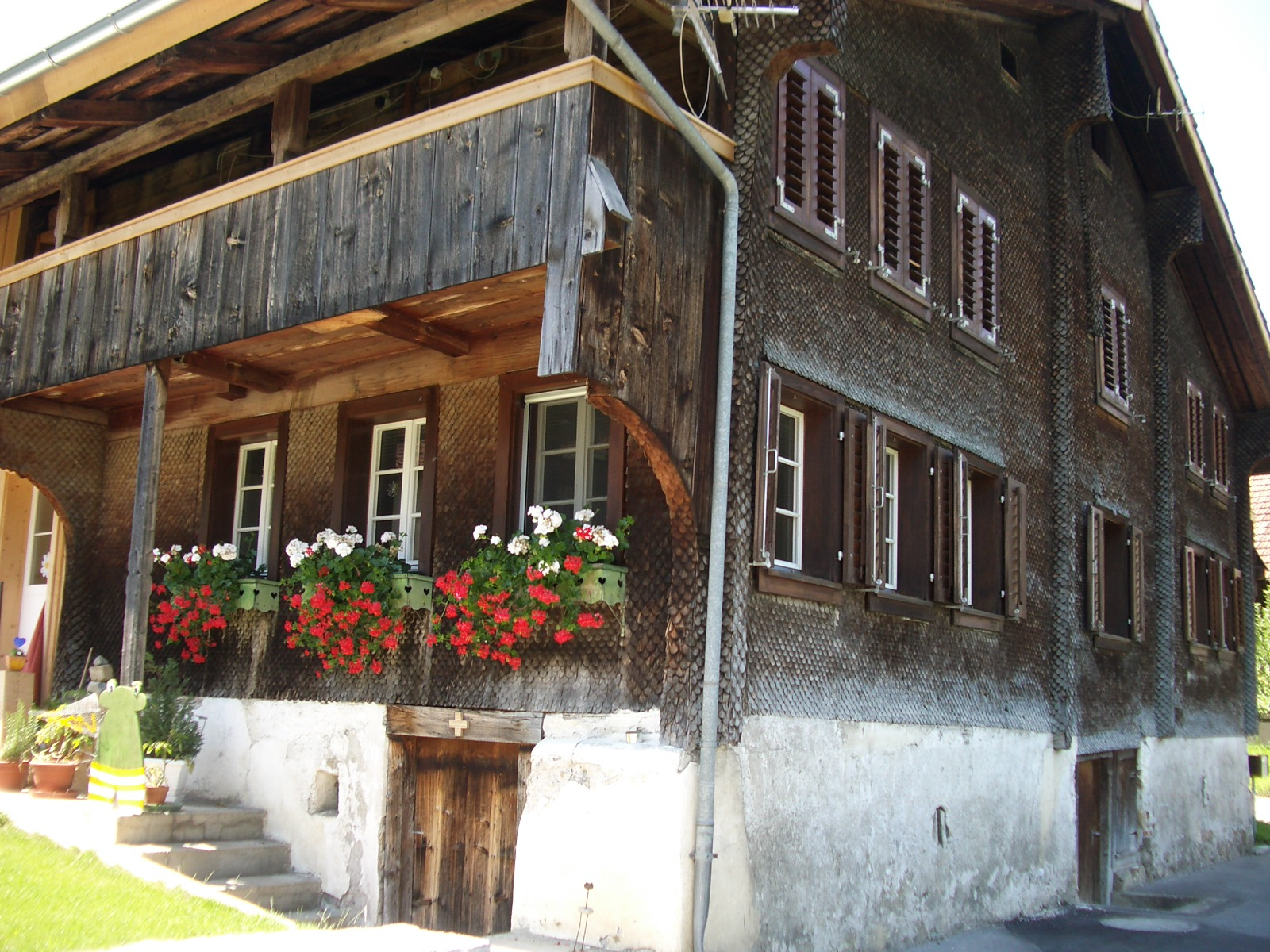
Doppelhaus im Grütli, Kleinteil, 16. Jh.
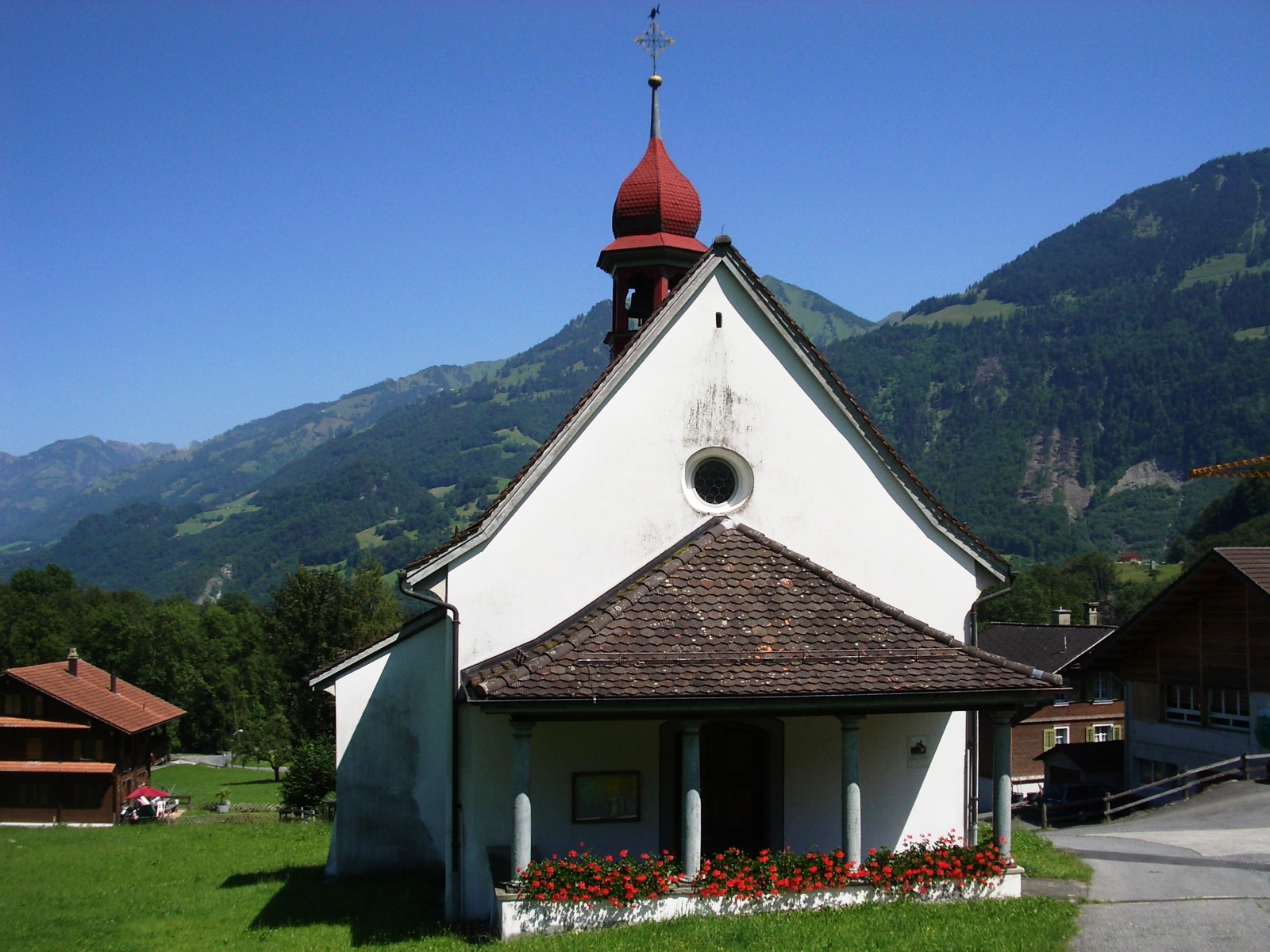
St.-Anton-Kapelle im Kleinteil, erbaut 1664–1667
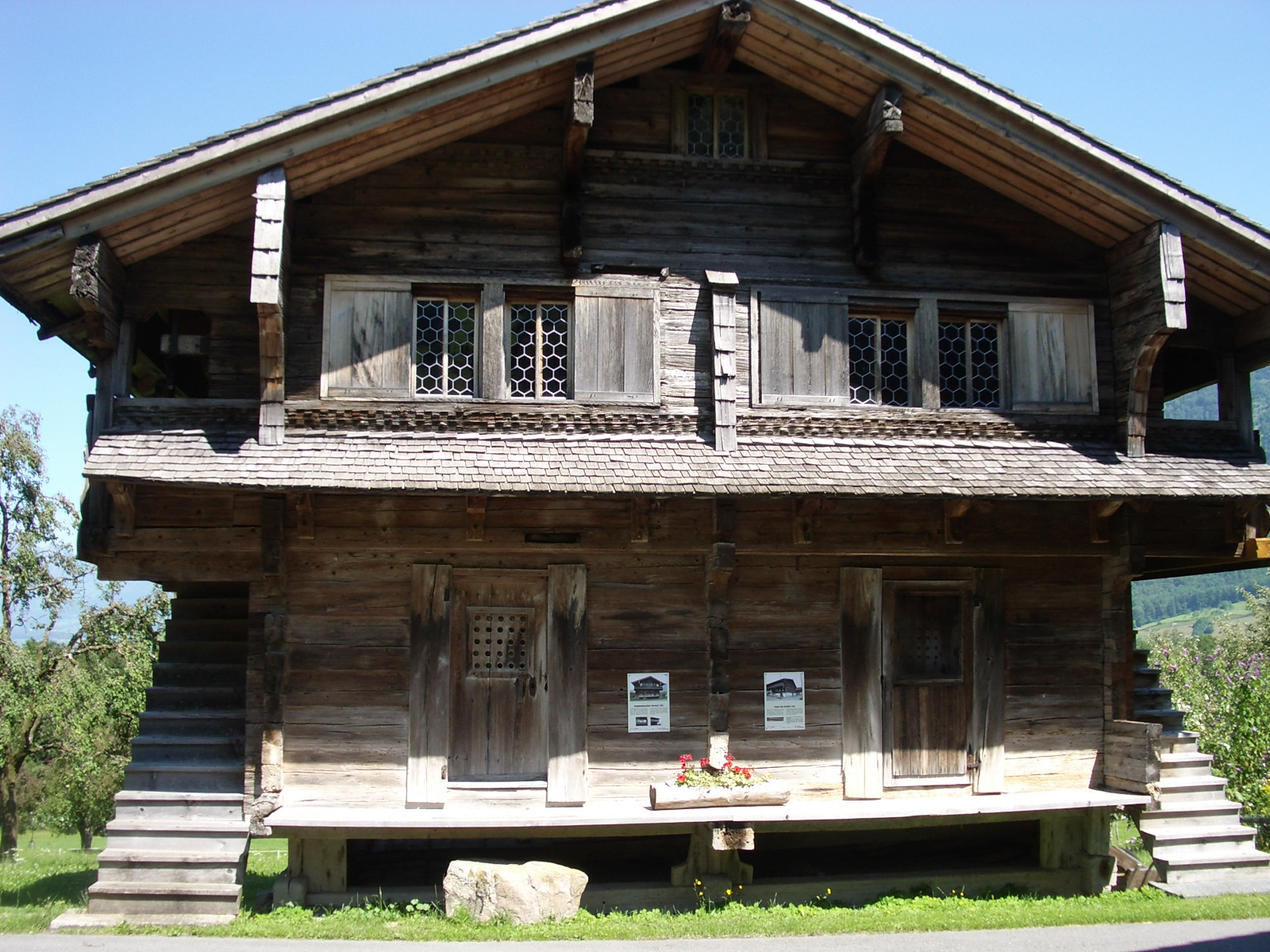
Doppelspycher Brend, Kleinteil, 17. Jh.
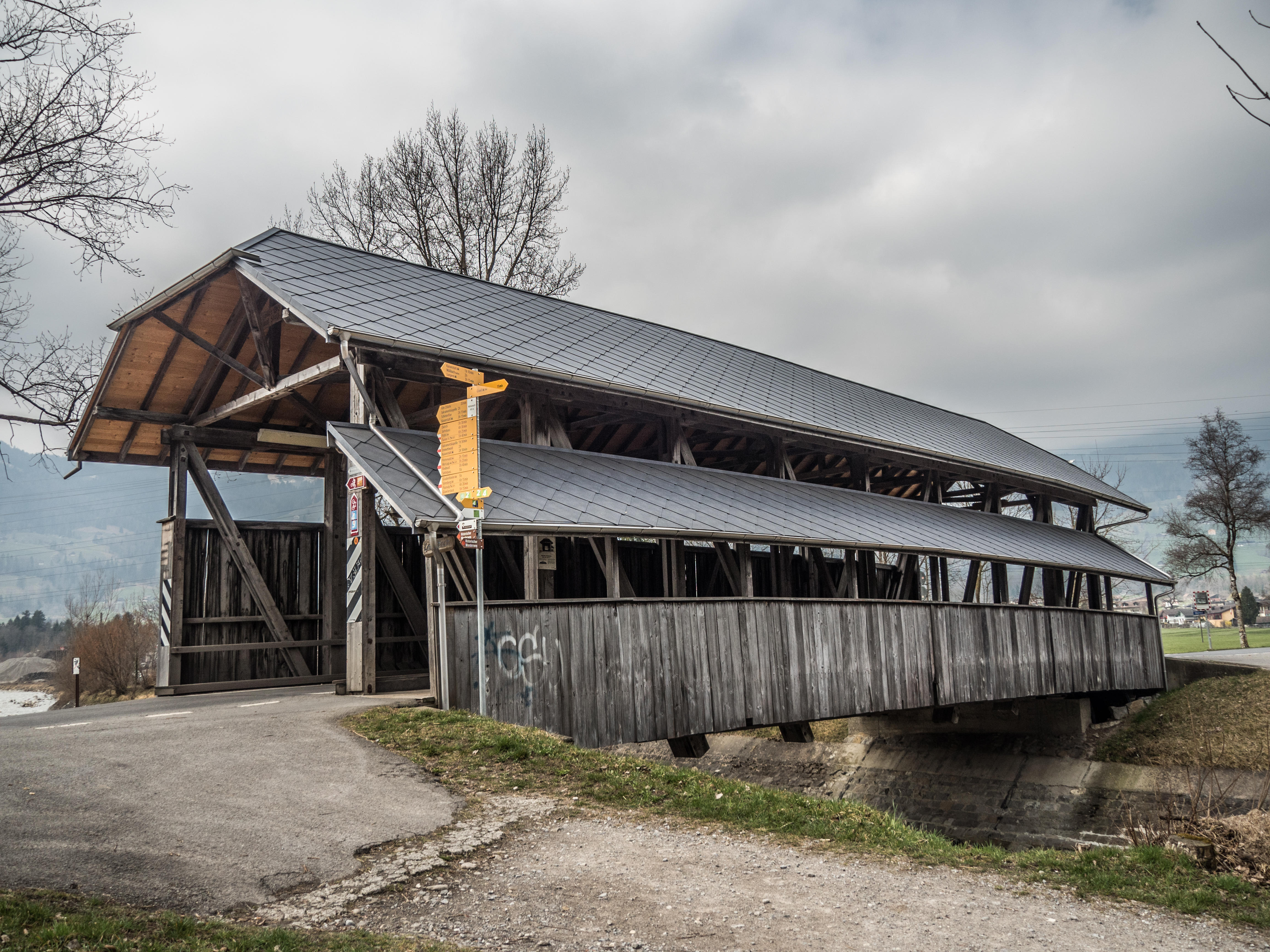
Gedeckte Holzbrücke von 1939 über die Laui

## Persönlichkeiten

### Ehrenbürger
- Ruedi Rymann (1933–2008), Jodler, Sänger und Komponist. Er gilt als einer der bekanntesten Schweizer Jodler. Sein Volkslied «Dr Schacher Seppli» wurde 2007 zum grössten Schweizer Hit gewählt.

### Söhne und Töchter
- Meinrad Burch-Korrodi (1897–1978), Goldschmied und Sammler graphischer Kunst
- Hans Halter (1939–2024), römisch-katholischer Theologe
- Carlo von Ah (* 1940), Manager, Unternehmer und Schriftsteller
- Heinrich Degelo (* 1957), Architekt